# 시라누카군

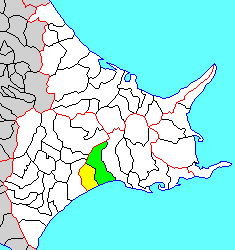
시라누카 군의 위치

시라누카군(일본어: 白糠郡)은 일본 홋카이도 구시로 지청의 군이다.
인구 6,984명, 면적 773.13km², 인구밀도 9.03명/km².(2025년 2월 28일, 주민기본대장인구)
이하 1정으로 구성된다
- 시라누카정(白糠町)

## 역사
에도 시대의 시라누카 군역은 마쓰마에번에 의해 설치된 시라누카 장소에 포함되었다. 에도 시대 후기, 도카치 군역은 동 에조치에 속하고 있었다. 국방을 위해 1799년에 시라누카 군역은 천령이 되었다. 1869년 시라누카 군이 두어졌고 홋카이도 구시로국에 속했다.